# Bulgarische Eishockeyliga 1959/60
Die Saison 1959/60 war die achte Spielzeit der bulgarischen Eishockeyliga, der höchsten bulgarischen Eishockeyspielklasse. Meister wurde zum insgesamt fünften Mal in der Vereinsgeschichte Tscherweno sname Sofia.

## Modus
Der Erstplatzierte der Hauptrunde, Tscherweno sname Sofia, wurde Meister.

## Hauptrunde
|     | Klub                      |
| --- | ------------------------- |
| 1.  | Tscherweno sname Sofia    |
| 2.  | ZDNA Sofia                |
| 3.  | Lenin Pernik              |
| 4.  | Dunaw Russe               |
| 5.  | HK Lewski Sofia           |
| 6.  | Septemwri Sofia           |
| 7.  | Spartak Sofia             |
| 8.  | HK Slawia Sofia           |
| 9.  | Akademik Sofia            |
| 10. | HPZ Georgi Dimitrow Sofia |

Sp = Spiele, S = Siege, U = unentschieden, N = Niederlagen, OTS = Overtime-Siege, OTN = Overtime-Niederlage, SOS = Penalty-Siege, SON = Penalty-Niederlage